# KNVB Beker 1990/91
De 73ste editie van de KNVB Beker kende Feyenoord als winnaar. Het was de zevende keer dat de club de beker in ontvangst nam. Feyenoord versloeg BVV Den Bosch in een finale die voortijdig werd gestaakt.

## Eerste ronde
Ajax, FC Den Haag, Feyenoord, Fortuna Sittard, FC Groningen, PSV, Roda JC, RKC, FC Twente, Vitesse en FC Volendam mochten deze ronde overslaan.
| Datum           | Wedstrijd                     | Uitslag                    | Scoreverloop |
| --------------- | ----------------------------- | -------------------------- | --- |
| 13 oktober 1990 | ACV – Sparta Rotterdam        | 0 – 4 (0 – 2)              | 37' Peter Houtman 0-1, 42' Peter Houtman 0-2, 84' Ben Spork 0-3, 88' Edwin Vurens 0-4 |
| 13 oktober 1990 | Babberich – Excelsior         | 2 – 3 (0 – 2)              | 25' Erik Tammer 0-1, 29' Erik Tammer 0-2, 49' Mark Leijzer 1-2, 60' Erik Tammer 1-3, 71' Ron Paar 2-3 |
| 13 oktober 1990 | Bennekom – MVV                | 0 – 6 (0 – 2)              | 11' Roberto Lanckohr 0-1, 44' Frits Nöllgen 0-2, 65' Roberto Lanckohr 0-3, 74' Edwin van Berge Henegouwen (pen) 0-4, 85' Rob Delahaye 0-5, 90' Huub Driessen 0-6                                                         |
| 13 oktober 1990 | SC Genemuiden – De Graafschap | 2 – 3 n.v. (2 – 2) (1 – 1) | 16' Eric van Kessel 0-1, 22' Ben Kin 1-1, 54' Jurrie Koolhof 1-2, 78' Ben Kin (p) 2-2, 104' Hans Kraay 2-3 |
| 13 oktober 1990 | Noordwijk – NAC               | 1 – 5 (0 – 2)              | 4' Cees Schapendonk 0-1, 42' Peter Remie 0-2, 55' Patrick Dik 0-3, 75' Hubert Baardemans 0-4, 80' Jacques Scholten 1-4, 85' Dennis van der Gijp 1-5                                                                      |
| 13 oktober 1990 | NSVV – SC Heracles '74        | 2 – 2 n.v. (2 – 2) (0 – 1) | 38' Alfred Knippenberg (pen) 0-1, 67' Dirk Zevenbergen 1-1, 83' Henk van Goozen 1-2, 87' Rini van Trigt 2-2 SC Heracles '74 wint na strafschoppen                                                                        |
| 13 oktober 1990 | Oranje Nassau – FC Zwolle     | 0 – 1 n.v.                 | 115' Richard Roelofsen 0-1 |
| 13 oktober 1990 | Quick Boys – Helmond Sport    | 5 – 2 (2 – 0)              | 20' Leen van der Plas 1-0, 43' Edwin Otter (pen) 2-0, 48' Ger Schuman 2-1, 55' Richard Hoogervorst 3-1, 62' Patrick Kraus 3-2, 67' Edwin Otter (pen) 4-2, 74' Johan Jonker (pen) 5-2                                     |
| 13 oktober 1990 | Rijnsburgse Boys – BV Veendam | 3 – 2 (1 – 1)              | 2' Erwin Hermes 1-0, 45' Cees Spaans 1-1, 73' Hans Zwaan 2-1, 87' Ron Carli 3-1, 90' Lee Payne (pen) 3-2 |
| 13 oktober 1990 | Spijkenisse – VVV             | 1 – 4 (0 – 3)              | 35' Niels Gerestein 0-1, 42' Jay Driessen 0-2, 44' Jeroen Boere 0-3, 50' Renato Hokke 1-3, 85' Jos Rutten 1-4 |
| 13 oktober 1990 | De Treffers – Willem II       | 2 – 3 (0 – 2)              | 8' Meindert Dijkstra 0-1, 31' Martin van Geel 0-2, 59' Hans Bergers 1-2, 67' John Feskens (e.d.) 2-2, 82' Ron de Roode 2-3                                                                                               |
| 13 oktober 1990 | Valleivogels – VC Vlissingen  | 3 – 5 n.v. (2 – 2) (2 – 0) | 3' Dirk Jan Kalfschoten 1-0, 9' Ari van Ginkel 2-0, 73' Harry van den Ham 2-1, 84' Harry van den Ham 2-2, 100' Harry van den Ham 2-3, 101' Harry van den Ham 2-4, 113' Ari van Ginkel (pen) 3-4, 115' Jan Poortvliet 3-5 |
| 13 oktober 1990 | Vitesse Delft – Dordrecht '90 | 1 – 4 (0 – 3)              | 10' Gerrie Slagboom 0-1, 18' Brian Wilsterman 0-2, 55' Erik Willaarts 0-3, 59' Ron Vermeulen 1-3, 89' Wessel Weezenberg 1-4                                                                                              |
| 13 oktober 1990 | VVOG – FC Wageningen          | 0 – 3 (0 – 0)              | 52' Sjon van de Burg 0-1, 56' Klaas Vink 0-2, 65' Jan Oosterhuis 0-3 |
| 14 oktober 1990 | Achilles '94 – RBC            | 2 – 1 (0 – 0)              | 56' Henk Knol 1-0, 66' Marco van Oeveren 1-1, 72' Hendrik Niemeijer 2-1 |
| 14 oktober 1990 | AFC – Cambuur Leeuwarden      | 0 – 1 (0 – 1)              | 24' Zweitse Huitema 0-1 |
| 14 oktober 1990 | Concordia SVD – SVV           | 1 – 4 (0 – 2)              | 28' Michel Vonk 0-1, 29' Marcel van der Net 0-2, 48' Jerry Cooke 0-3, 59' Jimmy Simons 0-4, 68' Max Verlouw 1-4 |
| 14 oktober 1990 | DCV – FC Haarlem              | 0 – 3 (0 – 0)              | 52' Romano Sion 0-1, 69' Rini van Roon 0-2, 82' Arthur Numan 0-3 |
| 14 oktober 1990 | DWV – Telstar                 | 1 – 2 (1 – 0)              | 4' Steven Stippel 1-0, 74' Guglielmo Bertolini 1-1, 82' Marco van Delden 1-2 |
| 14 oktober 1990 | Elinkwijk – AZ                | 4 – 3 n.v. (2 – 2) (1 – 0) | 24' Pascal de Bruin 1-0, 56' Abbe Koning 2-0, 75' Jelle Visser 2-1, 78' Jelle Visser 2-2, 95' Pascal de Bruin 3-2, 110' Hans de Wit (pen) 4-2, 113' Jan de Visser 4-3                                                    |
| 14 oktober 1990 | SC Enschede – N.E.C.          | 0 – 2 (0 – 0)              | 57' Arno Arts 0-1, 82' Mich d'Avray 0-2 |
| 14 oktober 1990 | Geldrop – sc Heerenveen       | 3 – 2 (2 – 0)              | 16' Herman Nederlof 1-0, 43' Pieter van Leenders 2-0, 70' André de Jong 2-1, 83' Gerard Brouns (pen) 3-1, 85' Stefan Hommeles 3-2                                                                                        |
| 14 oktober 1990 | Halsteren – Go Ahead Eagles   | 1 – 2 (1 – 1)              | 20' Marco Heering 0-1, 24' Fokke Zwart 1-1, 60' John de Frel (e.d.) 1-2 |
| 14 oktober 1990 | Hoogeveen – Emmen             | 0 – 3 (0 – 1)              | 42' Roel Smand 0-1, 64' Herman Scherpen 0-2, 87' Michel van Oostrum 0-3 |
| 14 oktober 1990 | LONGA – FC Utrecht            | 0 – 2 (0 – 2)              | 7' John van der Linden 0-1, 38' Johan de Kock 0-2 |
| 14 oktober 1990 | Spartaan '20 – Eindhoven      | 0 – 4 (0 – 2)              | 25' John Willems 0-1, 45' André Wasiman 0-2, 75' Ronald Borrenbergs 0-3, 80' André Wasiman 0-4 |
| 14 oktober 1990 | TSC – SV Meerssen             | 0 – 2 (0 – 1)              | 3' Math van Dijk 0-1, 67' Math van Dijk (pen) 0-2 |
| 14 oktober 1990 | Vitesse 2 – BVV Den Bosch     | 1 – 2 n.v. (1 – 1) (0 – 0) | 58' Marlon Keizer 1-0, 74' Jos van Eck 1-1, 92' René Nijhuis 1-2 |

## Tussenronde
Deelnemers aan deze extra ronde werden bepaald en ingedeeld door loting. De tien clubs die de eerste ronde mochten overslaan, mochten dat hier ook.
| Datum            | Wedstrijd                            | Uitslag                    | Scoreverloop |
| ---------------- | ------------------------------------ | -------------------------- | --- |
| 14 november 1990 | Achilles '94 – NAC                   | 1 – 2 (1 – 2)              | 10' Hubert Baardemans 0-1, 14' Danny Schrijvers 0-2, 40' Ronnie Bambach 1-2 |
| 14 november 1990 | Cambuur Leeuwarden – Go Ahead Eagles | 1 – 2 (0 – 1)              | 3' Omer Tirgil 0-1, 54' Harry Buisman 0-2, 89' David Loggie 1-2 |
| 14 november 1990 | MVV – FC Utrecht                     | 0 – 2 (0 – 0)              | 62' Włodzimierz Smolarek 0-1, 80' Ab Plugboer 0-2 |
| 14 november 1990 | Quick Boys – N.E.C                   | 1 – 2 (1 – 0)              | 8' Floor van Duyn 1-0, 72' Carlos van Wanrooy 1-1, 86' Erik Groeleken 1-2 |
| 27 november 1990 | Rijnsburgse Boys – Dordrecht '90     | 0 – 2 (0 – 1)              | 34' Michel Langerak 0-1, 68' Gerrie Slagboom 0-2 |
| 4 december 1990  | Eindhoven – FC Wageningen            | 1 – 3 n.v. (1 – 1) (0 – 0) | 53' Jan Oosterhuis 0-1, 67' Richard Custers 1-1, 103' Anne Evers 1-2, 110' Jan Oosterhuis 1-3                                                                                      |
| 4 december 1990  | SC Heracles '74 – Telstar            | 5 – 2 (1 – 1)              | 6' John van den Hoogenband 0-1, 36' Folkert Velten 1-1, 48' Jerrel Hasselbaink 1-2, 54' Edward Reuser 2-2, 72' Folkert Velten 3-2, 78' Folkert Velten 4-2, 85' Marco Waslander 5-2 |

## Tweede ronde
| Datum                                  | Wedstrijd                      | Uitslag                    | Scoreverloop |
| -------------------------------------- | ------------------------------ | -------------------------- | --- |
| 14 december 1990                       | SC Heracles '74 – Feyenoord    | 0 – 1 (0 – 1)              | 40' József Kiprich 0-1 |
| 14 december 1990                       | Roda JC – Emmen                | 4 – 0 (2 – 0)              | 27' Silvio Diliberto 1-0, 37' Bert Verhagen 2-0, 51' Silvio Diliberto 3-0, 52' Graham Arnold 4-0                                                                                           |
| 15 december 1990                       | Dordrecht '90 – FC Twente      | 1 – 0 (0 – 0)              | 58' Michel Langerak (pen) 1-0 |
| 15 december 1990                       | NAC – RKC                      | 1 – 0 (1 – 0)              | 4' Ton Cornelissen 1-0 |
| 15 december 1990                       | N.E.C. – FC Wageningen         | 1 – 2 (0 – 0)              | 55' Klaas Vink 0-1, 65' Jan Oosterhuis 0-2, 75' John Hoeks 1-2 |
| 15 december 1990                       | PSV – FC Zwolle                | 2 – 1 (1 – 1)              | 6' Eddy Smook 0-1, 18' Twan Scheepers 1-1, 76' John Bosman 2-1 |
| 15 december 1990                       | SVV – Fortuna Sittard          | 2 – 1 (0 – 0)              | 70' Eddy Ridderhof 1-0, 84' Randy Samuel 1-1, 89' Virgil Breetveld 2-1 |
| 15 december 1990                       | VVV – FC Utrecht               | 0 – 1 (0 – 0)              | 79' Pieter Bijl 0-1 |
| 16 december 1990                       | FC Den Haag – FC Haarlem       | 5 – 3 (2 – 0)              | 22' Emiel van Eijkeren 1-0, 28' Leo Schellevis 2-0, 55' Marcel Valk 3-0, 71' Rini van Roon 3-1, 73' Heini Otto 4-1, 77' Leo Schellevis 5-1 79' Mike Helenklaken 5-2, 81' Rini van Roon 5-3 |
| 16 december 1990                       | Elinkwijk – Willem II          | 1 – 3 n.v. (1 – 1) (0 – 1) | 6' Martin van Geel (pen) 0-1, 67' Pascal de Bruin 1-1, 97' Martin van Geel 1-2, 112' Mohammed Sylla 1-3                                                                                    |
| 16 december 1990 Terrein Ajax          | Excelsior – Ajax               | 0 – 5 (0 – 2)              | 33' Stefan Pettersson 0-1, 43' Wim Jonk 0-2, 48' Dennis Bergkamp 0-3, 56' Aron Winter 0-4, 89' John van 't Schip 0-5                                                                       |
| 16 december 1990 Terrein BVV Den Bosch | Geldrop – BVV Den Bosch        | 1 – 4 (0 – 1)              | 39' Jack de Gier 0-1, 62' Louis van Schijndel 0-2, 73' Ad van de Wiel 0-3, 78' Jos van Eck 0-4, 83' Johan van der Hooft 1-4                                                                |
| 16 december 1990                       | Go Ahead Eagles – Vitesse      | 2 – 3 (1 – 3)              | 9' Theo Bos 0-1, 9' René Eijer 0-2, 24' Edwin Overmars 1-2, 42' Hans van Arum 1-3, 69' Harry Buisman 2-3                                                                                   |
| 16 december 1990                       | SV Meerssen – De Graafschap    | 2 – 2 n.v. (2 – 2) (1 – 1) | 14' Paul de Leeuw 1-0, 40' Peter Hofstede 1-1, 81' Etienne Kleinen 2-1, 90' Fred Kruys 2-2 De Graafschap wint na strafschoppen                                                             |
| 16 december 1990                       | Sparta Rotterdam – FC Volendam | 1 – 0 (0 – 0)              | 61' Gerald Sandel 1-0 |
| 16 december 1990                       | VC Vlissingen – FC Groningen   | 1 – 3 (1 – 0)              | 8' Remco van Keeken 1-0, 77' Edwin Olde Riekerink 1-1, 78' Milko Djurovski 1-2, 86' Martin van Duren 1-3                                                                                   |

## Derde ronde
| Datum            | Wedstrijd                        | Uitslag                    | Scoreverloop |
| ---------------- | -------------------------------- | -------------------------- | --- |
| 11 januari 1991  | Roda JC – FC Utrecht             | 2 – 1 (0 – 1)              | 13' Edwin de Kruyff 0-1, 65' Mark Luijpers 1-1, 77' Michel Haan 2-1 |
| 13 januari 1991  | Vitesse – FC Den Haag            | 3 – 1 (2 – 0)              | 16' John van den Brom 1-0, 41' John van den Brom 2-0, 70' John van den Brom 3-0, 74' Frans Danen (pen) 3-1                                                                          |
| 23 januari 1991  | Ajax – FC Groningen              | 3 – 1 (2 – 1)              | 20' Stefan Pettersson 1-0, 41' Harris Huizingh 1-1, 45' Jan Wouters 2-1, 68' Stefan Pettersson 3-1                                                                                  |
| 23 januari 1991  | BVV Den Bosch – Sparta Rotterdam | 3 – 1 (1 – 1)              | 24' Peter Houtman 0-1, 27' René Nijhuis 1-1, 59' Ad van de Wiel 2-1, 83' Ad van de Wiel 3-1                                                                                         |
| 23 januari 1991  | Feyenoord – NAC                  | 2 – 1 (1 – 0)              | 39' Rob Witschge 1-0, 83' Gaston Taument 2-0, 90' Ton Cornelissen 2-1 |
| 23 januari 1991  | PSV – FC Wageningen              | 8 – 1 (3 – 1)              | 13' John Bosman 1-0, 34' Romário 2-0, 38' Erwin Koeman 3-0, 43' Klaas Vink 3-1, 52' Gheorghe Popescu 4-1, 60' Romário 5-1, 74' Romário 6-1, 77' Romário 7-1, 79' Kalusha Bwalya 8-1 |
| 23 januari 1991  | Willem II – SVV                  | 5 – 0 (0 – 0)              | 53' Fons Mallien 1-0, 58' Martin van Geel 2-0, 60' Eddy Ridderhof (e.d.) 3-0, 70' Hans Meeuwsen 4-0, 74' Earnest Stewart 5-0                                                        |
| 27 februari 1991 | De Graafschap – Dordrecht '90    | 1 – 1 n.v. (1 – 1) (0 – 0) | 65' Eric van Kessel 1-0, 68' Michel Langerak 1-1 Dordrecht '90 wint na strafschoppen.                                                                                               |

## Kwartfinales
| Datum            | Wedstrijd                 | Uitslag                    | Scoreverloop |
| ---------------- | ------------------------- | -------------------------- | --- |
| 27 februari 1991 | BVV Den Bosch – Vitesse   | 0 – 0 n.v.                 | BVV Den Bosch wint na strafschoppen.                                                                            |
| 27 februari 1991 | Roda JC – Ajax            | 1 – 0 (0 – 0)              | 62' René Hofman 1-0                                                                                             |
| 27 februari 1991 | Willem II – PSV           | 2 – 3 n.v. (2 – 2) (1 – 0) | 6' Martin van Geel 1-0, 69' Romário 1-1, 71' Mohammed Sylla 2-1, 83' Gerald Vanenburg 2-2, 109' John Bosman 2-3 |
| 12 maart 1991    | Dordrecht '90 – Feyenoord | 1 – 3 (0 – 1)              | 29' Harry van der Laan 0-1, 65' Regi Blinker 0-2, 68' Harry van der Laan 0-3, 75' Gerrie Slagboom 1-3           |

## Halve finales
| Datum         | Wedstrijd               | Uitslag                    | Scoreverloop                                                                               |
| ------------- | ----------------------- | -------------------------- | ------------------------------------------------------------------------------------------ |
| 27 maart 1991 | BVV Den Bosch – Roda JC | 2 – 2 n.v. (2 – 2) (0 – 0) | 52' Jack de Gier 1-0, 60' Jan Gösgens 2-0, 79' Michel Boerebach 2-1, 82' Bert Verhagen 2-2 |
| 11 april 1991 | PSV – Feyenoord         | 0 – 1 (0 – 0)              | 53' Henk Fraser 0-1                                                                        |

## Finale
|                               |                 |               |               |                                                                                      |
| 2 juni 1991 Finale KNVB Beker | Feyenoord       | 1 – 0 (1 – 0) | BVV Den Bosch | Stadion Feijenoord, Rotterdam Toeschouwers: 52.000 Scheidsrechter: John Blankenstein |
| 2 juni 1991 Finale KNVB Beker | Rob Witschge 8' |               |               | Stadion Feijenoord, Rotterdam Toeschouwers: 52.000 Scheidsrechter: John Blankenstein |

| Feyenoord | Den Bosch |

| Feyenoord:    |                   |     |
|               |                   |     |
| DM            | Ed de Goey        |     |
| RB            | Ulrich van Gobbel |     |
| CB            | John de Wolf      |     |
| CB            | John Metgod       |     |
| LB            | Henk Fraser       |     |
| CM            | Arnold Scholten   |     |
| CM            | Ioan Sabău        |     |
| CM            | Rob Witschge      |     |
| RV            | Gaston Taument    |     |
| SP            | József Kiprich    | 74' |
| LV            | Regi Blinker      |     |
| Wisselspeler: |                   |     |
| AV            | Stanislav Griga   | 74' |
| Trainer:      |                   |     |
| Wim Jansen    |                   |     |

| BVV Den Bosch:      |                     |     |
|                     |                     |     |
| DM                  | Jan van Grinsven    |     |
| RB                  | Dick Bults          |     |
| CB                  | Erik Meulendijk     |     |
| CB                  | Jos van Eck         |     |
| LB                  | John Laponder       |     |
| CM                  | Bud Brocken         |     |
| CM                  | René Nijhuis        | 46' |
| CM                  | Jan Gösgens         | 78' |
| RV                  | Lowie van Schijndel |     |
| SP                  | Jack de Gier        |     |
| LV                  | Guus van der Borgt  |     |
| Wisselspelers:      |                     |     |
| MV                  | Peter Netten        | 46' |
| AV                  | Dirk Jan Derksen    | 78' |
| Trainer:            |                     |     |
| Hans van der Pluijm |                     |     |

| KNVB Beker 1990/91      |
| ----------------------- |
| Feyenoord Zevende titel |

## Rechtszaak
Vlak voor het einde van de bekerfinale namen Feyenoordsupporters bezit van het veld. Feyenoord krijgt desondanks wel de beker uitgereikt. BVV Den Bosch spant daarop een kort geding aan tegen het Bestuur Betaald Voetbal van de KNVB. BVV Den Bosch krijgt gelijk van de rechter en de tweede helft van de bekerfinale moet worden overgespeeld in het Goffertstadion van NEC. Daarop spant Feyenoord weer een kort geding aan, omdat de club van mening is dat het onmogelijk is om de spelers tijdig van vakantie terug te halen. Feyenoord wint het kort geding en de bekerfinale moet op een later tijdstip worden overgespeeld. De UEFA is dusdanig ontstemd over het feit dat BVV Den Bosch naar de burgerrechter is gestapt, dat het BVV Den Bosch voor drie jaar uitsluit voor deelname aan de Europa Cup. In een latere rechtszaak wordt het eerdere vonnis vernietigd en blijft Feyenoord de bekerwinnaar. Op het uitsluiten van BVV Den Bosch voor de Europa Cup werden door GroenLinks Kamervragen gesteld.